# Arcas (bướm ngày)
Arcas là một chi bướm ngày thuộc họ Bướm xanh.

## Loài
- Arcas alleluia Bálint, 2002
- Arcas arcadia Bálint, 2002
- Arcas cypria (Geyer, 1837)
- Arcas delphia Nicolay, 1971 - Costa Rica và Colombia
- Arcas ducalis (Westwood, 1852) - Brasil
- Arcas gozmanyi Bálint, 2006
- Arcas imperialis (Cramer, 1775) - México, Colombia, Bolivia, Perú, Ecuador, Guyana và Brasil
- Arcas jivaro Nicolay, 1971 - Ecuador và Perú
- Arcas nicolayi Salazar Escobar & Constantino, 1995
- Arcas splendor (Druce, 1907)
- Arcas tuneta (Hewitson, 1865) - Brasil